# Kłodzin (województwo zachodniopomorskie)
Kłodzin (niem. Steinberghöh) – kolonia w Polsce położona w województwie zachodniopomorskim, w powiecie choszczeńskim, w gminie Bierzwnik.
W internecie Kłodzin funkcjonuje jako Seeberg. Jest to błąd, ponieważ nieistniejące już siedlisko Seeberg położone było około 0,5 – 1,0 kilometra dalej.
W latach 1975–1998 Kłodzin administracyjnie należał do województwa gorzowskiego. W roku 2007 kolonia liczyła 9 mieszkańców. Miejscowość wchodzi w skład sołectwa Pławno (niem. Plagow).
Do 1945 roku mieszkała tam rodzina farmera i mleczarza, który nazywał się Max Karl Albert Rönnfranz (28.09.1887 Amalienbof,-Pomorze -1944 Berlin). Prowadził bardzo nowoczesne gospodarstwo, już w tamtych czasach wyposażone w najlepsze urządzenia.
W październiku 1945 roku zamieszkała tam rodzina: Jan Smaczny (1895-1959) z żoną Bronisławą Smaczną, z domu Nowakowską (1895-1983) z córką Zofią Kurzyńską (1915-1989; urodzona w Motzlow k/Warm Rostock) i jej mężem Piotrem Kurzyńskim (1907-1983), drugą córką Genowefą Nehring (1926-1976) i jej mężem Edwardem Nehringiem (1915-1972). Powrócili z robót przymusowych w Gustafsruk k/Templin i Prenzlau w Brandenburgii, gdzie pracowali w gospodarstwie Carla Klaue. Pochodzili z miejscowości Przywóz i Bieniec k/Wielunia w obecnym województwie łódzkim.
Kłodzin to także dziś pięknie utrzymane miejsce, położone było między niewielkimi stawami, blisko jeziora i lasu. Nie zachowały się wszystkie budowle, ale pozostał dobrze utrzymany, kamienny dom i kilka budynków gospodarczych oraz sad i ogród.
W pobliżu osady Kłodzin znajdują się groby żołnierzy poległych w czasie drugiej wojny światowej.
Seeberg (brak polskiej nazwy)
Lokalizacja Współrzędne geograficzne: 53° 04'41 „N, 15° 34" 36”E
W odległości około 0,5 km od Kłodzina znajduje się miejsce po osadzie Seeberg.
Osada położona jest ok. 3 km na południowy wschód od wsi Rakowo (niem. Raakow), między jeziorem Bukowno (niem, Klöhnsee) a Kośno (niem. Cossin-See).
Do 1945 roku mieszkała tam rodzina Wilhelma Boenke, który kupił to siedlisko w 1896 roku. Ostatnimi właścicielami byli Paul Boenke z żoną Margarete (Grete) Meyer. Paul Boenke urodził się 08.06.1891 r. w Chełpie (niem. Helpe) k/Choszczna (niem. Arnswalde), zmarł 24.08.1945 r. w obozie w Związku Radzieckim. Jego żona Margareta urodziła się 13.07.1895 roku w Objezierzu/Hitzdorf, zmarła 24.10.1945 roku w Seeberg.
Silke Lüders stworzyła stronę internetową poświęconą wsi Objezierze (niem. Hitzdorf). Jest córką dawnego mieszkańca Objezierza (niem. Hitzdorf), Johannesa Meyera (05.02.1930- 03.12.2019). Był on świadkiem wielu wydarzeń, bardzo tęsknił i często odwiedzał rodzinne strony ze swoimi potomkami. Był krewnym mieszkańców Seeberg i Richardshof, Silke Lüders/Meyer w swoim zapisie podaje, że oprócz domu rodziny Boenke, znajdował się tam też dom dla dwóch rodzin robotników (Pottberg). Mieszkali tam seniorzy rodu Boenke oraz Reiner Lemke z rodziną i pasterz. Najstarsi członkowie tej rodziny są pochowani na cmentarzu we wsi Rakowo (niem. Raakow).
Po II wojnie światowej mieszkańcy dawnego Seeberg dość często zmieniali się. Wśród nich zapamiętano nazwiska rodziny Klementyny Motylewskiej i jej syna Jana (zamieszkali potem w mieście Dobiegniew (niem. Woldenberg). W Seeberg osiadła potem rodzina weterana wojny polsko-rosyjskiej 1920 roku. Był to Józef Nowak (04.04.1883-16.01.1966), jego żona Ewa Nowak (05.10.1900-19.01.1974). Oboje są pochowani na cmentarzu we wsi Zieleniewo – niem. Seelnow). Mieli córkę Jadwigę, która wyprowadziła się prawdopodobnie do Strzelec Krajeńskich (niem. Friedeberg). Potem zamieszkała tam rodzina Przytuła. Być może z powodu takiej rotacji osób ta piękna osada przestała istnieć.
Richardshof (brak polskiej nazwy)
Przy polnej drodze z Kłodzina do Rakowa znajdowała się dziś już nieistniejąca osada Richardshof, która chyba nie miała polskiej nazwy. Do 1945 roku mieszkała tam rodzina Richarda Krause (13.11.1879 Hitzdorf -19.05.1916 Verdun) i Hedwig 1. Krause 2. Boenke (ur. Meyer, 1885 Hitzdorf-1946 Lensahn), którzy mieli synów: Richarda (1907 Richardshof -1944 Elbląg/Elbing, pochowany w Rakowie) i Willego (1909 Richardshof -1945 Richardshof, zabity przez Rosjan). Ich matka Hedwig Krause ponownie wyszła za mąż za majora Johannesa (Hansa) Boenke z Seeberg (05.06.1887-04.01.1954 niewola radziecka). Willi Krause poślubił Metę Soboll (ur. 17.12. 1914 w Hitzdorf), mieli 4 dzieci: Adolfa (05.4.1937-28.11. 2006) Regina Krause Ulhorn (14.03. 1939), Johannesa (04.10.1940), Erikę (ur. 10.10.1944).
Po 1945 roku okoliczni mieszkańcy nazywali to miejsce gospodarstwem Cieślaka. Do lat 80. XX wieku był tam jeszcze dom i zabudowania.
W pobliżu znajdował się cmentarz zmarłych na cholerę w XIX wieku (w kształcie czworoboku otoczonego drzewami wiśni).
Kosinek (niem. Augustenruh)
W pobliżu jeziora obok polnej drogi do Rębusza (niem. Augustwalde) znajduje się osada Kosinek (niem. Augustenruh). Do 1945 roku mieszkała tam rodzina Richarda Oellermanna i Hildy z domu Falke. Mieli czterech synów; Richarda, Johannesa, Fritza, Wilhelma. Richard Oellermann był rolnikiem w Augustenruh, w drodze z Hitzdorf do Augustwalde. Mieli 40,69 ha, do ich gospodarstwa należało jezioro Przytoń (niem. Prittstein).

## Geografia
Lokalizacja Współrzędne geograficzne: 53° 04'37 „N, 15° 35" 03”E
Kolonia leży ok. 1,8 km na południowy zachód od Pławna (niem. Plagow), blisko miejscowości Objezierze (niem. Hitzdorf).
Osada znajduje się ok. 3 km na południowy wschód od wsi Rakowo, pomiędzy jeziorami Bukowno i Kośno.